# Dunn (Carolina del Norte)
Dunn es una ciudad ubicada en el condado de Harnett en el estado estadounidense de Carolina del Norte. La localidad en el año 2000, tenía una población de 9.196 habitantes en una superficie de 16.1 km², con una densidad poblacional de 572.3 personas por km².

## Geografía
Dunn se encuentra ubicada en las coordenadas 35°18′37″N 78°36′39″O / 35.31028, -78.61083. Según la Oficina del Censo, la localidad tiene un área total de 16,1 km² (6,2 mi²), de la cual 16,1 km² (6,2 mi²) es tierra y 0 km² (0 mi²) (0.0%) es agua.

### Localidades adyacentes
El siguiente diagrama muestra a las localidades en un radio de 12 kilómetros (7,5 mi) de Dunn.

## Demografía
En el 2000 la renta per cápita promedia del hogar era de $28.550 y el ingreso promedio para una familia era de $39.521. El ingreso per cápita para la localidad era de $19.178. En 2000 los hombres tenían un ingreso per cápita de $31.029 contra $21.961 para las mujeres. Alrededor del 23.50% de la población estaba bajo el umbral de pobreza nacional.